# Adam Poelmann
Adam Poelmann (* 1567 in Hallenberg; † 1625) war katholischer Pfarrer und Autor geistlicher Schauspiele.

## Leben
Er war ein Sohn des Claes Poelmann. Er wurde schon mit zweiundzwanzig Jahren im Jahr 1589 katholischer Pfarrer in seinem Geburtsort Hallenberg. Vorher war er hier als Schulmeister tätig. Als Pfarrer war er Besitzer der historischen Pfarrbibliothek von St. Heribert. Seit 1606 lässt sich seine Ehefrau Sybilla nachweisen. 1611 verfasste er sein Testament zugunsten seiner Ehefrau Sibilla und seiner vier Söhne und zwei Töchter. 1613 wird er im Zusammenhang mit einer Visitation von dem kurfürstlichen Kommissar Conrad Lutter gezwungen, sich von seiner Frau zu trennen und wird als Pfarrer nach Hüsten versetzt. 1615 musste er sich geistlichen Exerzitien bei den Jesuiten in Paderborn unterziehen. 1619 ist er als Pastor in Sundern nachweisbar. Auf Befragen gibt er hierbei an, dass er ohne Familie lebt.
Er verfasste ein geistliches Drama mit dem zeittypisch umständlichen Titel „Ein schön geistlich und christlich Spiel oder Comoedia aus dem 12. Kapitel der Apostelgeschichte von des HI. Apostels Petri Gefängnis und Erledigung und des Königs Herodias Tyrannei und Hoffarth und Untergang, wie es zu Hallenberg im löblichen Erz-Stift Köllen durch eine Bürgerschaft daslebsten den ersten Sonntag nach Trinitatis des 1600. Jahres gehalten worden durch Adam Poelmann.“
Das Stück war 1600 in Hallenberg, einer kleinen Ackerbürgerstadt im Sauerland, aufgeführt worden. Poelmann veröffentlichte es dann im Jahr 1602 bei dem Verleger und Drucker Hermann Hoberg in Köln. Aus der Vorrede des Druckes wird deutlich, dass er zuvor schon andere Stücke etwa zum Leben des Josef und des Tobias geschrieben hatte und mit Hilfe von Jungen aus dem Ort aufführen ließ. Diese Stücke sind nicht überliefert.

## Schriften
- Ein schön geistlich und christlich Spiel oder Comoedia aus dem 12. Kapitel der Apostelgeschichte von des HI. Apostels Petri Gefängnis und Erledigung und des Königs Herodias Tyrannei und Hoffarth und Untergang, wie es zu Hallenberg im löblichen Erz-Stift Köllen durch eine Bürgerschaft daslebsten den ersten Sonntag nach Trinitatis des 1600. Jahres gehalten worden durch Adam Poelmann. Köln, 1602